# Macronchus shealsi
Macronchus shealsi är en rundmaskart som beskrevs av John Inglis 1964. Macronchus shealsi ingår i släktet Macronchus och familjen Leptosomatidae. Inga underarter finns listade i Catalogue of Life.